# Kawasaki
Kawasaki Motorcycles je japonski proizvajalec motornih koles. Podjetje je del industrijskega konglomerata Kawasaki Heavy Industries. Tovarne ima na Japonskem, v ZDA, Filipinih, Indoneziji in Tajski.
Kawasaki je sprva proizvajal motocikle pod oznako "Meguro" - po japonskem proizvajalcu, ki ga je prevzel.

## Galerija
- Kawasaki Ninja ZX-10R
- Kawasaki Vulcan 800 Drifter
- Kawasaki Vulcan
- KLX250S
- Kawasaki Super Sherpa KL250
- Z750.jpg
- Kawasaki A-1 Samurai
- Kawasaki ZRX
- Kawasaki Ninja 300
- 2013 Kawasaki Ninja ZX10R
- Kawasaki Concours
- Kawasaki 1400GTR

## Potovalna (Crusier)
| - Vulcan 2000 - Kawasaki Vulcan 1700 Classic/Classic LT/Nomad/Voyager - Vulcan 1600 Nomad - Vulcan 1600 Classic - Vulcan 1600 Mean Streak - Vulcan 1500 Drifter - Vulcan 900 Classic - Vulcan 800 Classic - Vulcan 800 Drifter | - Eliminator - Kawasaki Estrella - Vulcan 700 - Vulcan 750 - Vulcan 400/500/750/800/900/1500/1600/1700/2000 - Vulcan 500 LTD - Kawasaki 454 LTD - Vulcan 400 Classic - Vulcan 400 Drifter |

## Dual sport
| - KLR250 - KLX250S - KLX400SR - KLE500 - KLR650 | - KLX650C - Super Sherpa (KL250G/H) - Kawasaki F1TR - Kawasaki F2TR - Kawasaki J1TR |

## Off-road (izvencestni)
| - KDX50 - KDX80 - KDX125 - KDX175 - KDX200 - KDX220 - KDX250 - KDX400 - KDX420 - KDX450 - KLX110 | - KLX125 - KLX125L - KLX140L - KLX250 - KLX300R - KLX400R - KLX450R - KLX650R - KMX 125/200 - KT250 | - KX60 - KX65 - KX80 - KX85 - KX100 - KX125 - KX250 - KX500 - KX250F - KX450F - KX420 |

## Streetbike
| - A1 Samurai 250 (1967–1971) - A7 Avenger 350 (1967–1971) - B85 & B85M 125 (1965) - D1 100 (1966–1969) - Eliminator 125 - ER-5 - Fury 125 - H1 Mach III 500 (1969–1975) - H2 Mach IV 750 (1971–1975) - KH500 (1976) - Kawasaki KSR110 - S1 Mach I 250 (1971–1975) - S2 Mach II 350 (1971–1975) | - Versys - Z750 - Z800 - Z1000 - ZRX1200R - ZZR250 - ZZR400 - ZZR600 - ZZR1100 - ZZR1200 - ZZR1400, znan tudi kot ZX-14 |

### Cestni motocikli
| - Ninja 250R (A.K.A. EX250, GPZ 250, ZZ-R250) (1986–danes) - Ninja 300 (A.K.A. EX300) (2012–danes) - Ninja 400R (A.K.A. EX400, (2011–danes) - Ninja 500R (A.K.A. EX500, GPZ500S, ZZ-R500) (1987–2009) - Ninja 650R (A.K.A. ER-6F EX650R) (2006–danes) - Ninja ZX-150RR (A.K.A. KR150, KR150K, KRR150, Ninja 150 RR, Ninja RR) (1996–danes) | - Ninja ZX-6R and 6RR (1995–danes) - Ninja ZX-750 F2 (1988 Special Edition) - Ninja 1000 (A.K.A. Z1000Sx) (2011–danes) - Ninja ZX-10R (2004–danes) - Ninja ZX-12R |

### Sport-Touring
- ZG-1000 Concours / GTR1000
- Concours 14 / 1400GTR
- Voyager 1700 (reintroduced in 2009)

### Skuterji
- J300
- J300 Special Edition
- Epsilon 250

## Modeli v preteklosti
| - A1 Samurai 250cc - A7 Avenger 350cc - Kawasaki AE50 (1981–1986) - Kawasaki AE80 80cc (1981–1986) - Kawasaki AR50-C 50cc (1981–1994) - Kawasaki AR80-C 80cc (1981–1990) - B7 Pet (Step-Thru) - B8 125cc (1962–1965) - Kawasaki B8M Red-Tank Furore 125cc 1962–1965) - C2SS & C2TR (1964–1968) - G1M 100cc (1967) - G31M Centurion (1970–1971) - Kawasaki G4TR - Kawasaki KV100 KV100 A7-A9 (1976-78) - F11M 250cc (1967) - F21M "Green Streak" (1968–1971) - F3 Bushwhacker 175cc (1968–1970) - F4 Sidewinder 250cc (1969–1970) - F5 Bighorn 350cc (1970–1971) - F6 Enduro 125cc (1971–1974) - F7 Enduro 175cc (1971–1975) - F8 Bison 250cc (1971–1972) - F81M "Green Streak" 250cc (1971) - F9 Bighorn 350cc (1971–1975) - ER500A/D 498cc (1996–2008) - Ninja ZXR 250 / ZX-2R (1988–1999) - Ninja ZXR 400 (1991–1999) - Ninja ZXR 750 / ZX-7 - Ninja ZX-7R / ZX-7RR (1996–2003) | } - Ninja ZX-9R (1994–2003) - Ninja 1000R (1986–1987) - Ninja ZX-10 / ZZR-1000 (1988–1990) - Ninja ZX-11 / ZZR 1100 (1990–2001) - ZZR1200 / ZZ-R1200 ( 2002 - 2005) - GPz750 (1983–1987) - GPZ1100B1/B2 (1981–1982) - GPZ1100E (1995–1996) - GPZ250R (1985-?) - GPZ305 (1983–1994) - GPz750 Turbo (1983–1985) - Ninja GPZ900R (1984–2003) - Ninja 600R zna tudi kot: GPz600R, GPX600R, ZX600A-C (1985–1997) - ZX600A - 454 LTD (1985–1990) - Kawasaki S1 Mach I 250cc (1972) - Kawasaki S2 Mach II 350cc (1972) - S3 400 - Kawasaki H1 Mach III 500cc (1968–1972) - Kawasaki H2 Mach IV 750cc - KR250 - AR125 - ZG1200 Voyager XII - ZN1300 Voyager XIII - KE100 (1976–2001) - KL250A1/A2/A3/A4 (1978–1981) - KR-1/KR-1S/KR-1R (1989) - KH250/400/500 - Z500/Z550 (A.K.A. KZ500, KZ550, GPz550) (1979–1985) - Z750B (Twin) (1976–1978) | - Z1/KZ900 (1972–1976; v ZDA kot KZ900) - Z750RS Z2 (1973–1978) - KZ750L3 (1983) - KZ750L4 (1984) - KZ200 (1980–1984) - KZ305CSR - KZ400/Z400 (1974–1984) - KZ440/Z440 - KZ350 - Z650 (1976–1983; v ZDA kot KZ650) - Z1000-H (Direktni vbrizg,1980) - Z1000-ST (1979 -1981) - KZ1300 (6-valjni) - ZL900A Eliminator (1985–1986) - ZL600A Eliminator - ZN700LTD (1984–1985) - ZR-7 (1999–2003) - ZEPHYR 750 (1991–1999) - ZR-1100 - KSR II - W650 (1999- 2007) - Voyager - ZZR1100 (1990–2002) - KZ-1000 (1977–1980) - KZ-1100 (1981–1983) - AE 50 (ca 1981–1982) - KZ900 A4 (ca 1976) - Kawasaki F1TR 175cc (1966) - Kawasaki F2TR 175cc (1967) - Kawasaki J1TR 85cc (1967) |

## ATV / Quad
| - KFX 50 - KFX 80 - KFX 400 - KFX 450R - KFX 700 - Prairie 3604X4 - Prairie 400 - Prairie 700 | - Brute Force 650 - Brute Force 750 - Bayou 220 - Bayou 250 - KLF 300 - KLF 400 |

## Cestni dirkalniki
| - Kawasaki KZ1000S1 - Ninja ZX-RR - KR250 - KR350 - KR500 - KR750 - KR1000 - KR-2 | - KR-3 - A1R - A7R - H1-R - H1-RW - H2-R - X-09 - F5-R - 602S |